# Adolf Goetze (Verwaltungsjurist)
Adolf Goetze (* 5. Juli 1837 in Otterndorf; † 26. Mai 1920 in Hannover) war ein deutscher Verwaltungsjurist und zuletzt Direktor der Landeskreditanstalt in Hannover.

## Leben
Goetze, Sohn eines Rechtsanwalts, studierte an der Ruprecht-Karls-Universität Heidelberg und der Georg-August-Universität Göttingen Rechtswissenschaft. Er wurde 1858 im Corps Vandalia Heidelberg und 1859 im Corps Bremensia recipiert. Nachdem er 1861 im Königreich Hannover das Auditorexamen abgelegt hatte, wurde er 1864 Amtsassessor in Rotenburg (Wümme) und dann in Lüneburg. In der Provinz Hannover war er ab 1868 Stadtsyndikus und Polizeidirektor in Stade. 1879 kam er als Kreishauptmann nach Himmelpforten. 1885 wurde er Landrat im Landkreis Stade. Er schied 1895 mit dem Charakter als Geheimer Regierungsrat aus dem Staatsdienst aus und wurde Direktor der Landeskreditanstalt in Hannover. 1911 trat er in den Ruhestand.